# Kazuko Hironaka
Kazuko Hironaka (弘中 和子 Hironaka Kazuko?), är en japansk tidigare fotbollsspelare.
Kazuko Hironaka debuterade för japans landslag den 17 oktober 1984 i en 0–6-förlust mot Italien. Hon spelade 21 landskamper för det japanska landslaget. Hon deltog bland annat i Asiatiska mästerskapet i fotboll för damer 1986 och 1989.